# 広島ウインドオーケストラ
広島ウインドオーケストラ（ひろしまウインドオーケストラ、Hiroshima Wind Orchestra）は、日本のプロの吹奏楽団。

## 概要
広島を中心に活躍するプロの演奏家により、1993年4月に結成された。初代音楽監督に山城宏樹が就任。
1993年10月に第1回定期演奏会を開催し、これ以降年2回の定期演奏会と、学校公演や慰問コンサートなど地域に根差す活動や、県内外からの依頼によるコンサートを行っている。
2011年に下野竜也が音楽監督に就任し、日本人作曲家による作品や“芸術性を追求した吹奏楽”を核とした意欲的なプログラムが注目を集めている。
2017年にシカゴで開催されたミッドウェスト・クリニックに招聘され、初の海外公演を行う。
2011年に発売されたCD「兼田敏　ウインドオーケストラのための交響曲」はレコード芸術の特選盤に選ばれ、第49回レコード・アカデミー賞（特別部門 吹奏楽）を受賞した。また、2013年に日本管打・吹奏楽会第23回アカデミー賞（演奏部門）、2015年に第35回広島文化賞、2014年度広島市民賞の各賞を受賞。

## 主要人物
- 小林泰一郎 - 理事長
- 榎並繁 - 副理事長
- 下野竜也 - 音楽監督
- 木村吉宏 - 名誉音楽顧問
- 荻原里香 - 代表
- 国塩哲紀 - プログラミングアドヴァイザー
- 荻原忠浩 - 総括プロデューサー
- 中山隆崇 - トレーニングエグゼクティブ
- 翁優子 - 首席コンサートマスター